# Dům U Kamenného zvonu (Kadaň)
Dům U Kamenného zvonu (čp. 8) je měšťanský dům v ulici Jana Švermy na Starém Městě v Kadani. V jádře gotický dům byl postupně přestavěn v době renesance a baroka a na počátku 20. století ve stylu secese .

## Dějiny domu a jeho majitelé
Dům s gotickými a renesančními sklepy se nalézá na dvou středověkých parcelách někdejší Svaté ulice, která představuje jednu z nejdůležitějších komunikací kadaňského Starého Města.

Domovní znamení - Dům U Kamenného zvonu

V pravé polovině průčelí se nachází výrazné barokní sousoší Korunování Panny Marie, jež je na fasádu pravděpodobně osazené až druhotně. Na počátku 20. století byl dům secesně upraven majiteli Josefem a Bertou Jurmannovými, kteří v přízemí provozovali obchod s módním dámským zbožím. Josef Jurmann se ještě za Rakouska-Uherska angažoval v komunální politice. Když se 4. března 1919 konalo ve dvoře restaurantu Střelnice velké shromáždění proti začlenění tzv. Německých Čech do nového Československa, Jurmann zde promluvil jako zástupce všech liberálních občanských stran. Celá akce pak skončila krvavým incidentem s českým vojskem na hlavním náměstí, při němž zahynuly více než dvě desítky lidí. K roku 1927 jsou jako noví majitelé domu zmiňováni manželé Lorenz a Klara Uhlovi. Ti zde nechali v roce 1928 zřídit nové výkladce, které se zachovaly a stále výrazně určují vzhled domu. Obchod s oblečením a módními doplňky zde provozovali až do roku 1945. Lorenz Uhl pocházel z významné kadaňské měšťanské rodiny, která značně ovlivnila místní dějiny 19. a 20. století. Jeho příbuzný Alois Uhl byl nakladatel a knihkupec, který vydal řadu vlastivědných knih a množství kadaňských pohlednic. Dům U Kamenného zvonu převzal v roce 1945 do národní správy Josef Šlajs, Čech, jenž byl ovšem rodákem z Berlína.

Sousoší Korunování Panny Marie

## Domovní znamení
Nad hlavní římsou domu je umístěn z kamene vytesaný zvon s plasticky vyvedenými uchy zvonové koruny. Zvon je zakomponován do barokního heraldického štítu s vytesaným monogramem I. G. Symbol zvonu v domovním znamení i monogram odkazují na jméno majitele domu. Dům U Kamenného zvonu byl zřejmě majetkem měšťanské rodiny Glocků (něm. Glocke = zvon), která se v Kadani objevila koncem 16. století a pak záhy zmizela.

## Pověst
O tom, proč se dům nazývá U Kamenného zvonu, vypráví jedna z kadaňských pověstí. Jistý Isidor, jediný syn ovdovělého majitele domu, se kdysi zamiloval do krásné Gertrudy, dcery zvoníka, jenž se svou rodinou bydlel v jedné z věží děkanského kostela Povýšení sv. Kříže. Bohatý měšťan však bránil tomu, aby si jeho syn vzal dceru chudáka. Mladí milenci se proto vzepřeli otcovské autoritě, tajně uprchli a do Kadaně se již nikdy nevrátili. Marně si pyšný patricij vyčítal svou tvrdost, kvůli níž ztratil jediného syna. Brzy zemřel žalem a dům dostal jiného majitele. Ten nechal na paměť této smutné události umístit na dům domovní znamení se zvonem a počátečními písmeny jmen obou nešťastných milenců.